# کوکر چهارخطی
 کوکر چهارخطی (نام علمی: Pterocles quadricinctus) نام یک گونه از سرده کوکر است.